# سالمون برگر

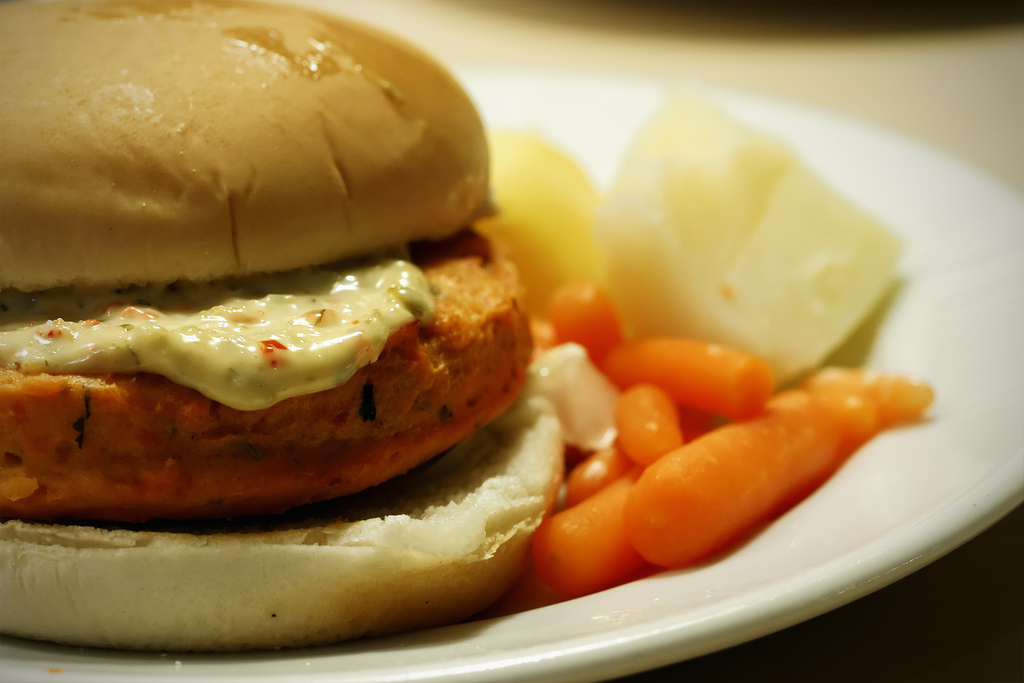
سالمون برگر

سالمون برگر یکی از انواع همبرگر است که در تهیه آن از آزادماهی استفاده می‌شود. تهیه این همبرگر به‌طور ویژه در آلاسکا بسیار رایج است و از آن به عنوان جایگزین همبرگر گوشت گاو استفاده می‌شود.